# 舒尔本足球俱乐部
舒尔本足球俱乐部（英語：Shelbourne Football Club）是位於都柏林的愛爾蘭足球會，現時在愛爾蘭足球超級聯賽中作賽。球隊的球衣為紅、白兩色，主場球衣以紅色為主色，以位於都柏林郊區Drumcondra的托尔卡公园球场（Tolka Park）為主場球場。球隊的綽號以名字舒爾本（Shelbourne）的縮寫稱為「舒爾斯」（Shels）。
舒爾本於1895年在都柏林成立，1904年加入當時仍覆蓋全愛爾蘭的北愛爾蘭足球聯賽（Irish Football League）角逐；1921年成為愛爾蘭足球聯賽（Football League of Ireland）的創始成員。舒爾本合共贏取13次聯賽冠軍，其中5次在2000年代取得，是近年最成的球隊；更是三支曾分別奪得愛爾蘭盃（Irish Cup）及愛爾蘭足協盃（FAI Cup）的球隊之一；亦是參加歐洲足協球會級比賽最成功的愛爾蘭球隊。舒爾本是曼聯的合作伙伴之一。
舒爾本現時由德蒙特·基利（Dermot Keely）執教，他於2007年2月23日代替離職的柏特·芬朗（Pat Fenlon）。

## 球會歷史

### 早年：1895-1921年
舒爾本於1895年成立，首先加入倫斯特省足球協會（Leinster Football Association），參加並贏得倫斯特省初級組聯賽（Leinster Junior League）冠軍，升上高級組聯賽（Leinster Senior League）亦順利奪取錦標。1904年加入當時仍屬全愛爾蘭競賽的愛爾蘭足球聯賽（Irish Football League），同時轉為職業球隊，直到1915年聯賽因第一次世界大戰停頓為止的12個球季內，舒爾本共獲得三次愛爾蘭盃（Irish Cup）及於1906/07年球季奪得聯賽亞軍，是當時參賽的都柏林球隊中成績最好的一隊，並有5名球員入選國家隊。一戰期間舒爾本重返倫斯特省高級組聯賽比賽。

### 分裂之後：1921-1929年
隨著1921年愛爾蘭分裂，愛爾蘭自由邦足球協會（Football Association of the Irish Free State）負責管理現時愛爾蘭共和國地區的足球事務，「舒爾斯」亦脫離愛爾蘭足球聯賽（Irish Football League），成為新成立的自由邦足球聯賽（Free State League，即現時的Football League of Ireland）創始成員。
在聯賽成立首季的1922年，舒爾本贏得愛爾蘭聯賽盾（League of Ireland Shield）。翌年更成功衛冕，但同年的愛爾蘭自由邦盃（Free State Cup，即現時的FAI Cup）決賽，舒爾本竟以0-1負於來自貝爾法斯特的初級球隊艾頓聯（Alton United）。
舒爾本最終於1925/26年球季首次奪得聯賽冠軍，同年亦獲得愛爾蘭聯賽盾成為雙料冠軍。其後於1928/29年再次贏取聯賽錦標。這期間舒爾本的主要敵對球隊是芬格爾（Sporting Fingal）。

### 30年代：1930-1939年
雖然1930年舒爾本在聯賽未能成功衛冕，但翌年的1930/31年球季即能獲得第三次聯賽桂冠。1934年舒爾本與自由邦足球協會發生爭執，原因是足球協會安排一場舒爾本的比賽，而原來同日早已編定另有一場舒爾本的比賽，最終導致舒爾本退出聯賽，而足球協會亦判罰舒爾本停賽一年。舒爾本於1934/35年球季因停賽令而沒有參加任何比賽，翌年的1935/36年球季才復出參加「田徑聯盟足球聯賽」（Athletic Union League），一年後獲邀再次參加愛爾蘭足球聯賽。在1935/36年球季，舒爾本支持一支由部分「舒爾斯」球員組成名為紅軍聯（Reds United）的球隊參加愛爾蘭足球聯賽，獲得聯賽殿軍的不俗成績，其後紅軍聯退出讓路予舒爾本返回聯賽行列。
在1930年代結束前舒爾本終於打破愛爾蘭足協盃（FAI Cup）的詛咒，於1939年的決賽，首場1-1，重賽1-0擊敗斯萊戈（Sligo Rovers），經歷多年的努力，首次將獎盃帶回舒爾本公園（Shelbourne Park）。

### 40年代：1940-1949年
當首度贏取愛爾蘭足協盃的興奮逐漸減退後，「紅軍」在1940年代初期的發展慢熱。直到1944年才獲得歷來第四次聯賽冠軍，同時奪得愛爾蘭聯賽盾再次成為雙料冠軍。於5-3擊敗本地敵對球隊沙洛克流浪（Shamrock Rovers）後確保聯賽錦標；但在愛爾蘭足協盃決賽，情況剛好相反，沙姆洛克流浪3-2擊敗舒爾本奪標，阻止舒爾本的「三冠王」美夢；有點不值的是比賽中沙姆洛克流浪一名守衛在龍門線內用手將球拍出，而球證判罰十二碼而不當入球，而這球十二碼卻射失了。舒爾本翌年再在聯賽最後一輪擊敗沙姆洛克流浪贏得聯賽錦標。
40年代的終結亦代表一個時代的終結，1949年4月「舒爾斯」2-2賽和屈福特聯（Waterford United）一仗是球隊在舒爾本公園（Shelbourne Park）最後一場競爭性比賽，球隊將於愛爾蘭鎮（Irishtown）建立新球場。而1948/49年球季舒爾本第七次奪得愛爾蘭聯賽盾冠軍。

### 50年代：1950-1959年
1951年「舒爾斯」再次晉級愛爾蘭足協盃決賽，對抗應屆聯賽盟主科克競技（Cork Athletic），汤美·卡伯里（Tommy Carberry）在晉級每輪比賽中也取得入球，決賽亦不例外，但只能1-1賽和需要重賽，不幸重賽以0-1落敗，再次失意而回。1953年舒爾本奪得第六次聯賽錦標。1955/56年球季「舒爾斯」在愛爾蘭鎮球場（Irishtown Stadium）作賽一季，雖然支持球迷協助大量義務工作，但球場離完工尚有大段距離，在惡劣天氣時完全沒有供球迷遮蔽的地方，翌季舒爾本惟有租用托尔卡公园球场（Tolka Park）。
1956/57年球季末，舒爾本委任盖瑞·多依尔（Gerry Doyle）為新領隊，為「紅軍」展開新一頁。1959年舒爾本青年軍奪得愛爾蘭足協青年盃（FAI Minor Cup）冠軍，多依尔提升6名球員到一隊陣內，其中包括托尼·杜恩（Tony Dunne），於1960年以5,000英鎊轉投曼聯，是1968年歐洲盃冠軍成員之一。

### 60年代：1960-1969年
1960年代早期是舒爾本的黃金期。「紅軍」於1960年再次晉級愛爾蘭足協盃（FAI Cup）決賽，以2-0擊敗科克希伯尼安（Cork Hibernians）獲得歷來第二次冠軍。1961/62年球季聯賽舒爾本與科克凯尔特人（Cork Celtic）22戰同得35分，需以附加賽決定冠軍，舒爾本1-0獲勝奪得聯賽錦標；因代表愛爾蘭足球聯賽出訪義大利，舒爾本三員主將在防疫注射後患病，於愛爾蘭足協盃決賽以1-4負於沙洛克流浪（Shamrock Rovers），未能一嘗聯賽及足協盃雙料冠軍的滋味。幸而翌年可以贏得愛爾蘭足協盃作為補償，戰果是1960年的翻版，2-0擊敗科克希伯尼安。
舒爾本在1962/63年球季首度踏足歐洲賽場。而1964年將手上愛爾蘭鎮球場（Irishtown Stadium）的股份全數出讓。翌年愛爾蘭的電視台開始轉播英國足球的精華片段，愛爾蘭足球聯賽的觀眾數目筆直落下，球隊遭受沈重財務壓力，而球員在更早的年齡便前赴英國球隊效力，球場一片冷清，完全沒有傳媒報導。

### 70及80年代：1970-1989年
舒爾本在踏入1970年代有一個良好的開始，於1970/71年球季在重賽擊敗亞隆城（Athlone Town）奪得愛爾蘭聯賽盾，更使「紅軍」可以參加翌年的歐洲足協盃。但在贏取這項錦標後，舒爾本需要再等待一段漫長時間才重回奪標之路。
1973年的愛爾蘭足協盃決賽重賽首次在都柏林以外的花舍球場（Flower Lodge）舉行，舒爾本0-1不敵科克希伯尼安（Cork Hibernians）。兩年後舒爾本更在決賽0-1負於業餘球隊家鄉農場（Home Farm）。1978年，前1967年歐洲盃冠軍成員吉米·约翰斯通（Jimmy Johnstone）加盟舒爾本，但當時约翰斯通已近退役之齡。
1985年夏季愛爾蘭足球聯賽增加一個級別，位居1984/85年球季榜末的四隊需要降級。聯賽最後一輪舒爾本需要獲勝才可確保來年在頂級的超級聯賽中角逐，但半場時0-2落後給戈爾韋（Galway United），幸而下半場連入三球反勝才獲得足夠分數力保一席位。但一年後舒爾本仍不能避免降級的命運。惟翌季即與德利城（Derry City）一同升級返回超級聯賽。
經歷廿年的蕭條時期，舒爾本終於重見藍天。托尼·唐纳利（Tony Donnelly）於1989年入主球隊，並作出大量投資。舒爾本放棄哈罗德克罗斯球場（Harold's Cross Stadium）而遷回托尔卡公园球场（Tolka Park）。前國腳帕特·拜恩（Pat Byrne）獲委任為球員兼領隊，稍後更多新血加入，將舒爾本帶回昔日光輝歲月。

### 90年代：1990-1999年
唐纳利家族在球隊的重大投資迅速獲得回報，「舒爾斯」在1991/92年球季作客3-1擊敗衛冕冠軍登克爾克（Dundalk）後確定奪得第八次聯賽錦標，亦是近三十年來首個聯賽冠軍。翌季舒爾本、布咸美恩斯及科克城同為32戰40分，雖然布咸美恩斯擁有較佳得失球差，但條例定明聯賽冠軍不可以得失球差決定1，因此需要三隊進行主客兩循環附加賽，結果三隊同為1勝2和1負各得4分；要進行第二輪附加賽，在中立場各對賽一場，最終科克城獲得冠軍，布咸美恩斯亞軍，而舒爾本衛冕失敗僅得季軍。但「紅軍」卻在愛爾蘭足協盃決賽1-0擊敗登克爾克，亦在等待三十年後再次奪標。
在戴米恩·理查德森（Damien Richardson）帶領下舒爾本在1996年贏得愛爾蘭足協盃及愛爾蘭足協聯賽盃（FAI League Cup）兩項盃賽冠軍。在聯賽盃決賽，「舒爾斯」兩回合累計在大部分時間兩球落後下追平2-2，最終射十二碼擊敗斯萊戈（Sligo Rovers）；而在足協盃決賽對（St Patrick's Athletic），上半場早段時間已有門將艾伦·高夫（Alan Gough）被逐離場，只餘10人應戰，更因沒有後補門將，中場球員布莱恩·富特（Brian Flood）把門大門達到70分鐘。雖然落後0-1，在完場前由托尼·谢里丹（Tony Sheridan）扳成1-1平手需要重賽；在重賽時高夫恢復門將位置，在下半場末段救出對方一球十二碼，而史蒂芬·乔吉汉姆（Stephen Geogeghan）更在完場前射入致勝球擊敗聖巴特里克。翌年足協盃決賽，舒爾本以2-0擊敗德利城（Derry City），成為第三隊能夠成功衛冕愛爾蘭足協盃的球隊。
1997/98年球季是心碎的一年，「舒爾斯」在聯賽盃決賽兩回合累計0-1負於斯萊戈（Sligo Rovers）；足協盃決賽重賽0-1負於科克城（Cork City）；而聯賽更在最後一輪才以1分之微將錦標讓予（St Patrick's Athletic）。理查德森因此而辭職，由絕不妥協的德蒙特·基利（Dermot Keely）接任。

### 千禧以後
在德蒙特·基利領導下舒爾本渡過首個平凡的球季後，於1999/2000年球季舒爾本獲得首次聯賽及愛爾蘭足協盃（FAI Cup）雙料冠軍，於作客2-0擊敗沃特福德联合（Waterford）後確定奪得聯賽冠軍，全季只曾兩敗；愛爾蘭足協盃決賽重賽作客达利穆恩特公园球场（Dalymount Park），憑柏特·芬朗（Pat Fenlon）的入球1-0擊敗完成雙料霸業。翌季「舒爾斯」再一次在聯賽最後一輪比賽失去聯賽錦標。2001/02年球季聯賽爭標份子（St Patrick's Athletic）在季初頭三場比賽選用未符註冊規定的球員參賽而被扣9分2，其後獲准以1,200歐元罰款代替扣分，但再發現另有一名未符註冊規定球員更曾上陣五場，最終被扣多達15分，舒爾本因此受惠而獲得第十次聯賽冠軍，而德蒙特·基利亦宣佈辭職。
在新領隊柏特·芬朗帶領下舒爾本於2002/03年球季屈居之後僅得亞席。2002年11月傾盆大雨導致托爾卡河（Tolka river）決堤掩浸托尔卡公园球场，做成重大損失。但於聯賽更改賽期在夏季作賽後，舒爾本首次背對背連續兩年（2003年及2004年球季）贏取聯賽冠軍。2004/05年歐聯球季，舒爾本在外圍賽連過兩關，直到第三圈外圍賽才被拉科魯尼亞淘汰，差一點就可晉級分組賽。轉戰歐洲足協盃的舒爾本被法甲的淘汰。
「舒爾斯」因此而心雄，於2005年球季收購高價球員，希望能夠再進一步，但事與願遺，2005/06歐聯球季早於外圍賽第二圈被布格勒斯特星隊淘汰，而聯賽只得第三位，更於首屆塞坦塔體育頻道盃決賽主場0-2負於连菲特。
過度花費的後遺症於2006年球季陸續浮現，貴價收購、高薪酬但低入座率導致球隊負債纍纍，被稅務局（Office of the Revenue Commissioners）於9個月內3度發出清盤令；7月末時因未能發薪幾乎導致球員採取工業行動，最後才與球隊達成和解協議；欠薪情況在季中仍沒有改善，球員本著希望奪得聯賽冠軍後能夠得到合理賠償。最終舒爾本以得失球差壓倒德利城贏得聯賽冠軍。季後領隊柏特·芬朗辭職，而大部分球員亦離開球隊，加盟敵對球隊，亦有部分轉投英國球隊。
2007年1月30日，「舒爾斯」退出2007年的塞坦塔體育頻道盃；2007年2月19日，更在新球季展開前被愛爾蘭足球協會取消其超級聯賽執照，降級到甲組聯賽，而歐聯外圍賽的參賽資格亦被聯賽亞軍德利城取代。球會的大股東奧利·拜尼（Ollie Byrne）不幸在這時證實患上腦癌（拜尼最終於2007年8月26日離世），由乔·卡西（Joe Casey）接任主席，再次聘請德蒙特·基利出任領隊，只餘「一老」吉姆·克劳福德（Jim Crawford，當時33歲）及「一嫩」詹姆斯·钱伯斯（James Chambers，當時20歲）兩名正規球員的舒爾本，剛好趕及在球季展開前湊合一隊球員參賽。

## 歐洲比賽
舒爾本在歐洲競賽有攸久而卓越的歷史，曾經對賽的球隊包括、拉科魯尼亞、及布加勒斯特星隊等著名勁旅。
舒爾本在1962–63年球季首度踏足歐洲賽場，於歐洲盃對葡萄牙的。舒爾本自1992年開始每季也能獲得歐洲比賽的參賽資格；雖然獲得2006年聯賽冠軍，但因發生財困而退出2007/08年歐聯競賽。

## 支持球迷
舒爾本球迷發展組
於2006年成立的「舒爾本球迷發展組」（Shelbourne Supporters' Development Group，簡稱SSDG）為協助財困的球隊提供資金，如果發展組每年籌集的資金達到一定數額，將可以獲得球隊的股份及派代表加入董事會。

## 社區計劃
舒爾本共有17支學童球隊在「都柏林及地區學童聯賽」（Dublin & District Schoolboy Leagues）中角逐；另有一支業餘球隊參加「業餘足球聯賽」（Amateur Football League），於2008年5月獲升級到「週末甲組聯賽」（Division 1 (Saturday)）。
舒爾本與當地的「拉金社區學院」（Larkin Community College）合作足球獎學金計劃，幫助減低當地下跌的報讀率及退學的情況。

## 球會榮譽
- 愛爾蘭足球聯賽冠軍：14
  - 1925–26, 1928–29, 1930–31, 1943–44, 1946–47, 1952–53, 1961–62, 1991–92, 1999–2000, 2001–02, 2003, 2004, 2006, 2024
- 愛爾蘭盃：3
  - 1905–06, 1910–11, 1919–20
- 北愛爾蘭城市盃：1
  - 1908–09
- 北愛爾蘭金盃：1
  - 1914–15
- 愛爾蘭足協盃：7
  - 1938–39, 1959–60, 1962–63, 1992–93, 1995–96, 1996–97, 1999–2000
- 愛爾蘭足協聯賽盃：1
  - 1995–96
- 愛爾蘭聯賽盾：8
  - 1921–22, 1922–23, 1925–26, 1929–30, 1943–44, 1944–45, 1948–49, 1970–71

## 球員名單
As of July 29, 2008.
註釋：國旗表示球員在國際足聯資格規則定義的國家隊。球員可能擁有一個以上非國際足聯國籍。
| 號碼 |        | 位置 | 球員                                          |
| ---- | ------ | ---- | --------------------------------------------- |
|      | 爱尔兰 | 门将 | Dean Delaney                                  |
|      | 爱尔兰 | 门将 | Fred Davis, Jr.                               |
|      | 爱尔兰 | 门将 | Vinny Whelan                                  |
|      | 爱尔兰 | 后卫 | Alan Murphy                                   |
|      | 爱尔兰 | 后卫 | Damien Brennan (Captain)                      |
|      | 爱尔兰 | 后卫 | Alan Keely                                    |
|      | 爱尔兰 | 后卫 | Dean Lawrence（on loan from Shamrock Rovers） |
|      | 爱尔兰 | 后卫 | Robbie Hedderman                              |
|      | 爱尔兰 | 中场 | David McGill                                  |
|      | 爱尔兰 | 中场 | Alan Byrne                                    |
|      | 爱尔兰 | 中场 | James Chambers                                |

| 號碼 |          | 位置 | 球員                                             |
| ---- | -------- | ---- | ------------------------------------------------ |
|      | 爱尔兰   | 中场 | Mark O'Brien                                     |
|      | 爱尔兰   | 中场 | David McAllister（on loan from Drogheda United） |
|      | 爱尔兰   | 中场 | James Keddy                                      |
|      | 爱尔兰   | 中场 | Gary McCabe（on loan from Bray Wanderers）       |
|      | 英格兰   | 中场 | Mark Rutherford                                  |
|      | 爱尔兰   | 前锋 | Anthony Flood                                    |
|      | 爱尔兰   | 前锋 | David Freeman                                    |
|      | 羅馬尼亞 | 前锋 | Andrei Georgescu（on loan from Bray Wanderers）  |
|      | 爱尔兰   | 前锋 | Darren Forsyth                                   |
|      | 爱尔兰   | 前锋 | Philip Gorman                                    |

## 著名球員
| - Eric Barber - Louis Bookman - Paddy Bradshaw - Jason Byrne - Harry Chatton - Fred Davis - Tom Davis - Peter Desmond - Sean Dillon | - Tony Dunne - John Feenan - John Joe Flood - Bob Fullam - Jim Gannon - Stephen Geogeghan - Eoin Hand - Val Harris - Joe Haverty | - Owen Heary - Wes Hoolahan - Jimmy Johnstone - Bill Lacey - Paddy Moore - Joseph Ndo - Jackie O'Driscoll - Tony Sheridan - Davy Walsh |

## 著名領隊
- John Feenan, 1942-46
- David Jack, 1953-55
- Gerry Doyle, 1957-1965, 1967-1975
- Liam Tuohy, 1981
- Eoin Hand, 1993-94
- Pat Fenlon, 2002-2006

## 球會紀錄

### 賽果
聯賽最大勝差：
- 1922年9月4日9-0擊敗Pioneers；
- 1926年9月4日9-0擊敗Bray Unknowns；

聯賽最大負差：
- 1980年11月27日0-9負於Dundalk；

愛爾蘭足協盃最大勝差：
- 1923年1月6日9-0擊敗Bray Unknowns；

歐洲比賽最大勝差：
- 單場：2006年6月24日主場4-0擊敗Vėtra；
- 累計：2006年6月兩回合5-0擊敗Vėtra。

### 入球/入球者
聯賽入球最多球季：
- 1922/23年球季共入72球；

單場聯賽最多入球球員：
- 1929年10月10日John Ledwidge在主場9-1擊敗Jacobs中射入6球；
- 1930年9月6日Alex Hair在主場7-0擊敗Jacobs中射入6球；

單場愛爾蘭足協盃最多入球球員：
- 1923年1月6日Stephen Doyle在主場9-0擊敗Bray Unknowns中射入5球；

聯賽入球最多的球員：
- 單季：1930/31年球季，Alex Hair，29球；
- 總計：1958-1966年、1971-75年、1978-80年球季，Eric Barber，126球；

歐洲比賽入球最多的球員：
- 單季：2004/05年球季，Jason Byrne，5球；
- 總計：2003-06年球季，Jason Byrne，8球。

## 註腳
1這條例在翌年取消以避免再有類似情況發生。

2愛爾蘭足協規定球員註冊文件需用掛號郵寄，但聖巴特里克只用普通郵件送交愛爾蘭足協。 

## 外部連結
- 舒尔本官方网站 （页面存档备份，存于）
- Reds Independent （页面存档备份，存于） Independent Supporters' Group
- Shelbourne Supporters' Development Group